# Madeira-Sturmvogel
Der Madeira-Sturmvogel (Pterodroma madeira) ist ein kleiner Meeresvogel aus der Familie der Sturmvögel. Die sehr seltene Art brütet endemisch auf der portugiesischen Atlantikinsel Madeira, ihr heutiger Bestand wird auf etwa 80 Brutpaare geschätzt.

## Merkmale

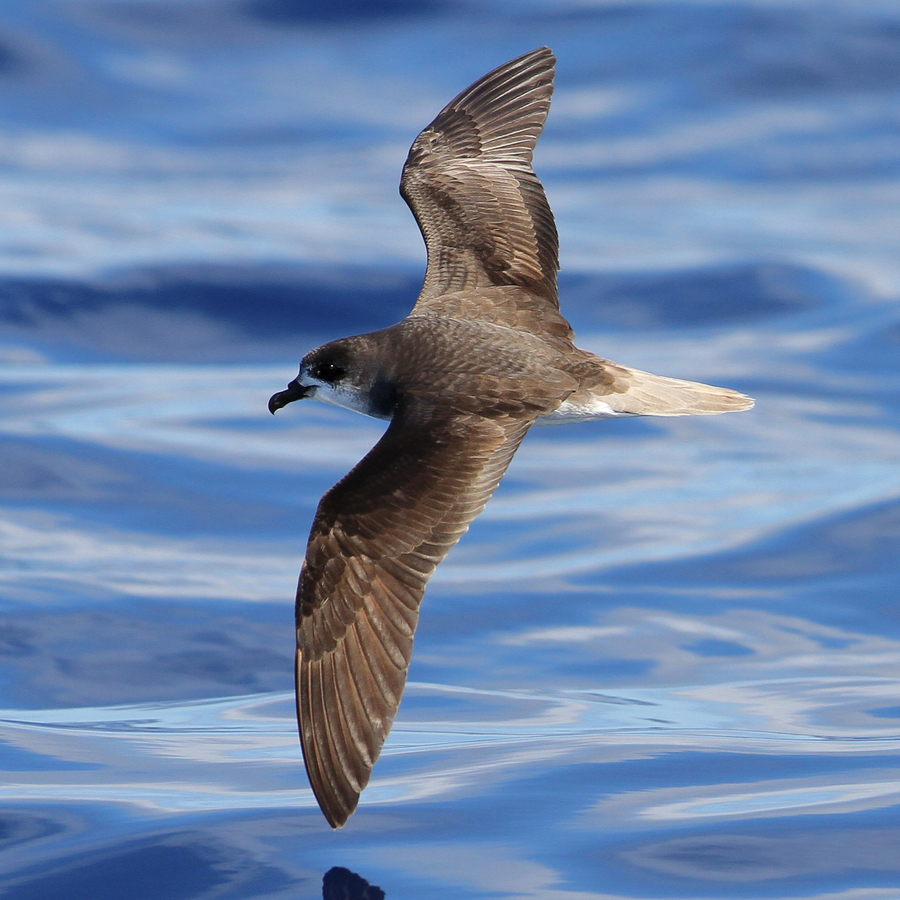
Madeira-Sturmvogel über dem Meer

Der Madeira-Sturmvogel erreicht eine Größe von etwa 30 bis 35 cm, die Flügelspannweite liegt zwischen 80 und 84 cm. Das Gewicht beträgt 175 bis 280 g. Die Körperform ist Sturmvogel-typisch an eine überwiegend pelagische Lebensweise angepasst. Ins Auge fallen die langen Flügel, die im Gleitflug angewinkelt in einer typischen M-Form gehalten werden. Hand- und Armschwingen stehen besonders eng, die Form der Flügel wirkt spitz zulaufend. Der Rumpf sieht vor allem im Flug rundlich und fassförmig aus, der Kopf ist verhältnismäßig klein, der Halsbereich wirkt verdickt. Die obere Mandibel des hakenförmigen Schnabels ist deutlich größer als die untere, allgemein ist der Schnabel gut an das Greifen und Halten schlüpfriger Beute angepasst. Der Schwanz ist eher kurz und wirkt, je nach Flugsituation, entweder V-förmig spitz zulaufend oder wie ein spitzer Keil mit breiterer Basis. Bei typischen Exemplaren sind Rücken, Nacken und Scheitel in einem dunklen Grau gefärbt, zur Vorderseite geht diese Färbung graduell in ein verwaschenes Weiß oder sehr helles Grau über. Kehle, Kinn und Stirn sind ähnlich gefärbt, zeigen jedoch gelegentlich leicht bräunliche Anteile, während der Rest des Gesichtsbereichs (besonders um die Augen und die Ohrdecken) dunkler ist. Die Grundfärbung des Oberflügels zeigt dunklere Grautöne als am Rücken, unterbrochen wird sie von einer noch dunkleren, W-förmigen Zeichnung quer über den Flügel, die sich teilweise bis zum Bürzel fortsetzen kann. Schulterfedern, Rand- und Kleine Armdecken wirken hingegen deutlich heller als der übrige Flügel. Die Färbung des Unterflügels ist ähnlich, auch hier sind die Federn im Bereich der Achseln am hellsten. Die dunkle Zeichnung der Oberseite fehlt hier allerdings, stattdessen zeigt sich hier bei manchen Exemplaren ein Anteil weißer Federn an den Großen Hand- und Armdecken, der, wenn er vorhanden ist, ein eindeutiges Merkmal zur Identifizierung der Art sein kann. Die Farbe der Steuerfedern ist auf beiden Seiten recht hell und reicht von hellgrau bis bräunlich-weiß. Der Schnabel ist schwarz, die Iris des Auges dunkelbraun gefärbt. Die unbefiederten Beine und die Basis der Füße sind fleischfarben bis rosa, der Rest der Füße schwarz-braun bis überwiegend schwärzlich. Zwischen den Geschlechtern besteht kein erkennbarer Sexualdimorphismus.

## Lebensweise
Madeira-Sturmvögel jagen auf See, ihre bevorzugte Beute ist nicht genau bekannt, dürfte jedoch wahrscheinlich vor allem aus kleinen Fischen und Tintenfischen bestehen. Der Mageninhalt eines im Jahr 1987 untersuchten Exemplars enthielt, neben einem Laternenfisch der Art Electrona risso, Überreste von Kopffüßern und Höheren Krebsen (Flohkrebse und Asseln). Auf See sind die Vögel völlig still und nicht akustisch wahrzunehmen. Rufe und Gesänge können nur während der Brutzeit gehört werden, wenn sie über ihrer Kolonie kreisen oder sich mit dem Brutgeschäft betätigen. Unterschieden werden zumeist zwei Arten von Lautäußerungen: Zum einen ein häufiger gehörter, als „stöhnend“ beschriebener Laut, der zum Ende hin in einem hohen Ton ausläuft. Zum anderen ein schnellerer, deutlich höherer Ruf, der vor allem bei Erregung ausgestoßen wird. Der erstgenannte Ruf kann als Anhaltspunkt für die Unterscheidung der Geschlechter herangezogen werden, da er bei Männchen deutlich tiefer klingt als bei Weibchen.

## Fortpflanzung

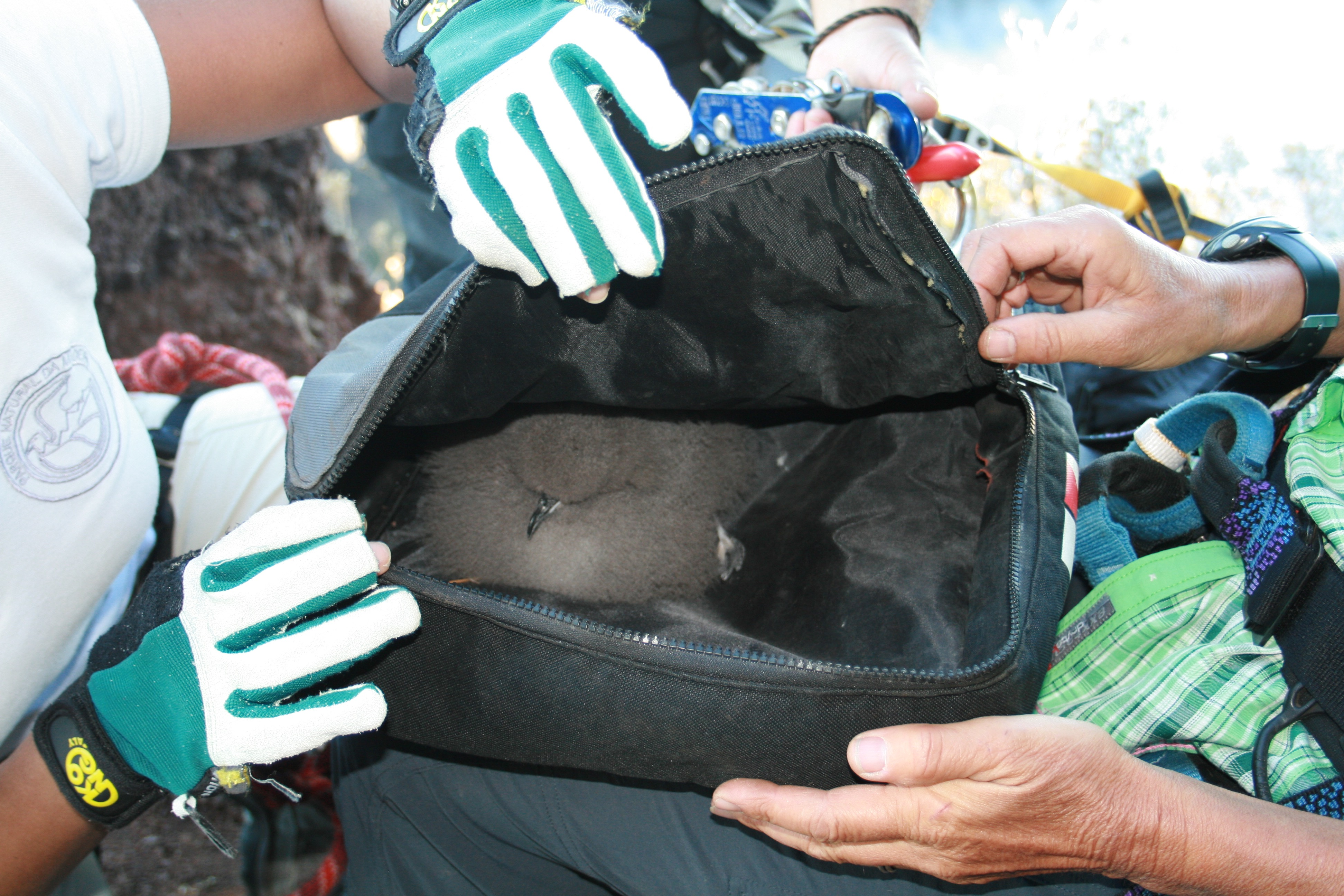
Wenige Wochen altes Küken, bei Kontrolle durch Nationalpark-Ranger.

Madeira-Sturmvögel finden sich zu Paaren zusammen, die ihr gesamtes Leben monogam bleiben. Sie nisten in Erdlöchern, zu denen sie Jahr für Jahr zurückkehren. Diese liegen an stark bewachsenen Felsvorsprüngen in einer Höhe von etwa 1600 m. Aktuell ist nur eine einzelne Brutkolonie bekannt, die sich am Pico do Arieiro befindet, das Vorhandensein weiterer Brutgebiete gilt als unwahrscheinlich, kann aber nicht gänzlich ausgeschlossen werden. Die Brutzeit beginnt Ende März oder Anfang April, wenn die brütende Population sich auf Madeira einfindet. Die Eiablage erfolgt Ende Mai bis Anfang Juni, das Gelege umfasst jeweils nur ein einzelnes, weißes Ei. Über die Dauer der Inkubationszeit und die anschließende Nestlingsphase liegen nur wenige verlässliche Daten vor. Forscher gehen jedoch davon aus, dass die Eier in etwa von Ende Juli bis Anfang August schlüpfen und die Jungvögel Ende September oder Anfang Oktober beginnen flügge zu werden. Während der Brutzeit sind die Sturmvögel ausschließlich nachtaktiv, gelten dann aber auch als ausgesprochen ruffreudig und lautstark.

## Verbreitung und Lebensraum

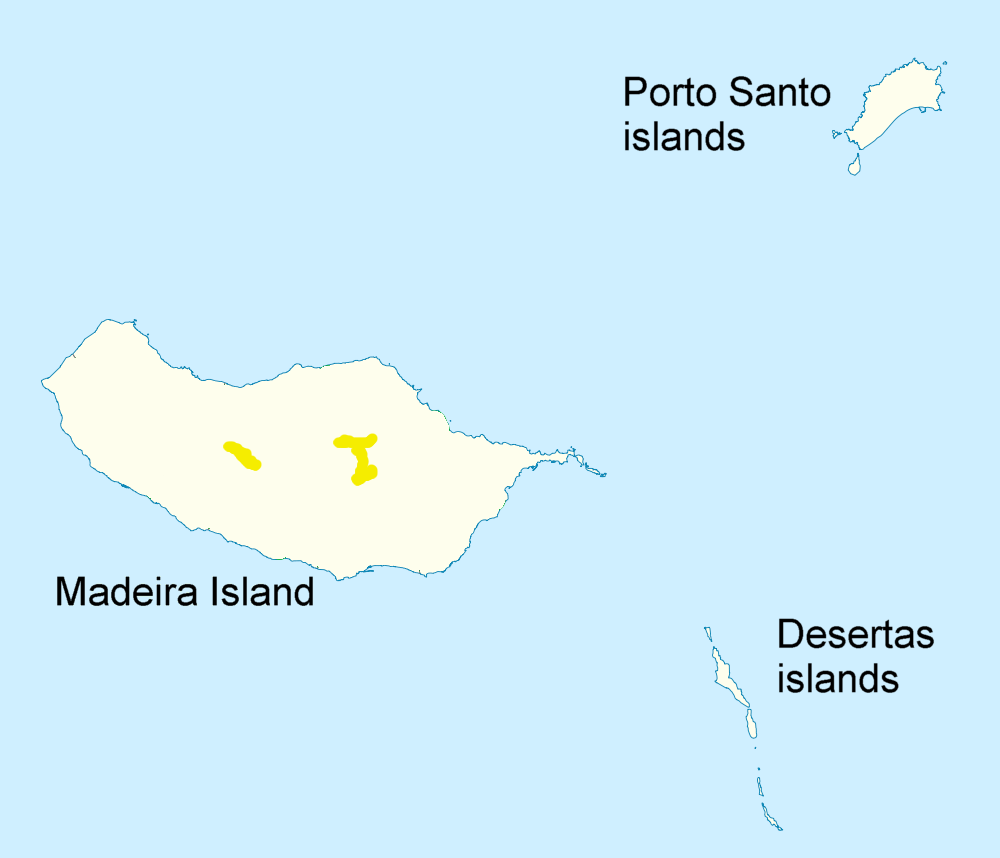
Lage der Brutgebiete des Madeira-Sturmvogels

Diese Vogelart brütet nur auf der Insel Madeira, wo sich das Brutgebiet am Pico de Cedro, einem nur 12 km² großen Felsmassiv im Zentrum der Insel, befindet. Die Jagdgebiete liegen in den umliegenden Teilen des Atlantischen Ozeans, wobei die Art sehr weit umherschweifen kann. Auf See gelingen die meisten Sichtungen während der Brutzeit im Norden und Nordwesten der Insel, typischerweise in einem Dreieck bestehend aus Madeira selbst, den Azoren und einem Punkt einige hundert Seemeilen vor der Südwestküste Irlands. Außerhalb der Brutzeit verlassen die meisten Vögel die unmittelbare Umgebung Madeiras und können von Oktober bis März oftmals weiter südlich und westlich beobachtet werden. Bestätigte Sichtungen sind vor den Küsten Mauretaniens und Senegals, im Golf von Guinea und in den Gewässern um St. Helena gemacht worden. Darüber hinaus migriert die Art teilweise bis vor die Nordostküste Brasiliens und zumindest gelegentlich auch bis nach Nordamerika, wo eine einzelne akzeptierte Sichtung Mitte der 1990er-Jahre vor North Carolina gemacht wurde.

## Gefährdung und Schutzmaßnahmen
Im Fossilbericht Madeiras finden sich deutliche Hinweise, dass die Art einstmals viel zahlreicher und auf der Insel weiter verbreitet als heute gewesen sein muss. Seit der Entdeckung Madeiras im Jahr 1419 dürften die ansässigen Sturmvögel (lokal Freira genannt) den Einheimischen als leicht zugängliche Nahrungsquelle gedient haben. Bereits zum Zeitpunkt der Erstbeschreibung der Art im Jahr 1934 galt diese als selten, eine vorerst letzte Sichtung zweier Vögel wurde Anfang der 1940er-Jahre in der Inselhauptstadt Funchal gemacht, wohin die Vögel sich wohl auf Grund der hellen Lichter der Stadt verirrt hatten. Danach galt die Art für fast 30 Jahre als verschollen und möglicherweise ausgestorben. Erst 1969 gelang dem Ornithologen Francis Zino, nach zweijähriger Suche, die Entdeckung einer Reliktpopulation am Pico do Arieiro, die nur noch aus sieben bekannten Brutpaaren bestand. Folglich wurde die Art als „vom Aussterben bedroht“ (critically endangered) eingestuft. Als Hauptgrund für den dramatischen Einbruch der Bestandszahlen wurden zunächst das Einfangen der Vögel und das Absammeln der Eier zum Verzehr angenommen, tatsächlich stellt aber die Prädation durch eingeschleppte Ratten und Hauskatzen eine viel größere Bedrohung dar. Hinzu kommt, dass ein Großteil des historischen Brutgebiets mittlerweile zu Weideland umgewandelt worden und damit nicht mehr für die Madeira-Sturmvögel geeignet ist. 1986 wurde zum Schutz der Art das sogenannte Freira Conservation Project gegründet, im gleichen Jahr begannen Bemühungen zur Kontrolle der Rattenpopulation. Nachdem 1991 zehn brütende Vögel von verwilderten Katzen getötet worden waren, begann man zusätzlich damit Katzenfallen aufzustellen. Im ersten Jahr der aktiven Beobachtung der Brutkolonie bestand diese noch aus sechs aktiven Nestern, von denen keines erfolgreich einen flügge gewordenen Jungvogel hervorbrachte. Ein Jahr später, 1987, schaffte es ein einzelner Nestling bis zum Flüggewerden. In den 1990er-Jahren zeigten die Schutzmaßnahmen erste Erfolge. So konnten sich trotz eines schwankenden Bruterfolges bis 2000 insgesamt 29 Brutpaare etablieren. Im Jahr 2005 stufte die IUCN den Bedrohungsstatus der Art entsprechend zu „stark gefährdet“ (endangered) herab. Zu dieser Zeit wurde die Population auf 65 bis 80 Brutpaare geschätzt. Im August 2010 verwüstete ein Buschfeuer die Kolonie und versetzte den Schutzbemühungen einen schweren Rückschlag. Bei diesem Feuer starben neben drei Adulten auch 25 Jungvögel (65 % der in diesem Jahr geschlüpften Nachkommen), nur 13 überlebten. Darüber hinaus verstärkte der Brand die Bodenerosion an den Brutplätzen und beschädigte die für erfolgreiche Bruten notwendige Vegetation. Die Langzeitfolgen dieses Feuers waren bei der letzten Bestandsschätzung der IUCN im Jahr 2018 noch nicht absehbar, auch wenn in den Folgejahren wieder mehr erfolgreiche Bruten zu verzeichnen gewesen waren. Der Gesamtbestand wird derzeit auf etwa 200 Exemplare und 80 Brutpaare geschätzt. Auf Grund des sehr kleinen Brutgebiets könnte die Art zukünftig besonders durch die Auswirkungen des Klimawandels gefährdet sein. Hinzu kommen potenzielle Störungen durch den Ökotourismus auf Madeira.

## Systematik
Die Taxonomie der Sturmvögel gilt als ausgesprochen komplex und befindet sich daher immer wieder im Fluss. Erste Exemplare des Madeira-Sturmvogels wurden 1903 durch den Priester Ernesto Schmitz außerhalb des Ortes Santo António gesammelt und zunächst als Individuen der wenige Jahre zuvor anhand von Vögeln von den Kapverdischen Inseln beschriebenen Art Oestrelata feae identifiziert. Im Jahr 1934 führte der australische Ornithologe Gregory Mathews eine vollständige Überarbeitung der Taxonomie der gesamten Ordnung der Röhrennasen durch. Im Zuge dessen stellte er die Sturmtaucher-Population Madeiras als Unterart Pterodroma mollis madeira zum Weichfedersturmvogel (Pterodroma mollis). Die Gültigkeit dieser Einschätzung galt während des 20. Jahrhunderts immer wieder als umstritten. Für den bisherigen Status als Unterart wurden das sehr ähnliche Gefieder und vor allem die Lautäußerungen der Vögel angeführt, da diese eine wichtige Rolle bei der Identifikation der eigenen Art zu spielen scheinen. Gegen die Zugehörigkeit zu P. mollis sprachen hingegen die deutlich geringere Körpergröße der Madeira-Sturmvögel sowie Abweichungen bei der Brutzeit und des für das Brutgeschäft bevorzugten Habitats. Moderne Untersuchungen an mitochondrialer DNA stützen die Einschätzung, dass es sich beim Madeira-Sturmvogel um eine eigenständige Art handelt. Eine nähere verwandtschaftliche Beziehung mit dem Weichfedersturmvogel besteht offenbar nicht, stattdessen deuten molekulargenetische und morphologische Studien eher auf eine enge Verwandtschaft zum Kapverden-Sturmvogel (P. feae) hin, der ebenfalls im nordöstlichen Atlantik auf den Kapverdischen Inseln und den Ilhas Desertas brütet. Die Art gilt zur Zeit als monotypisch, auch wenn ein Teil der Population sich durch deutlich helleres Gefieder am Unterflügel von anderen Exemplaren unterscheidet.

## Mensch und Madeira-Sturmvogel

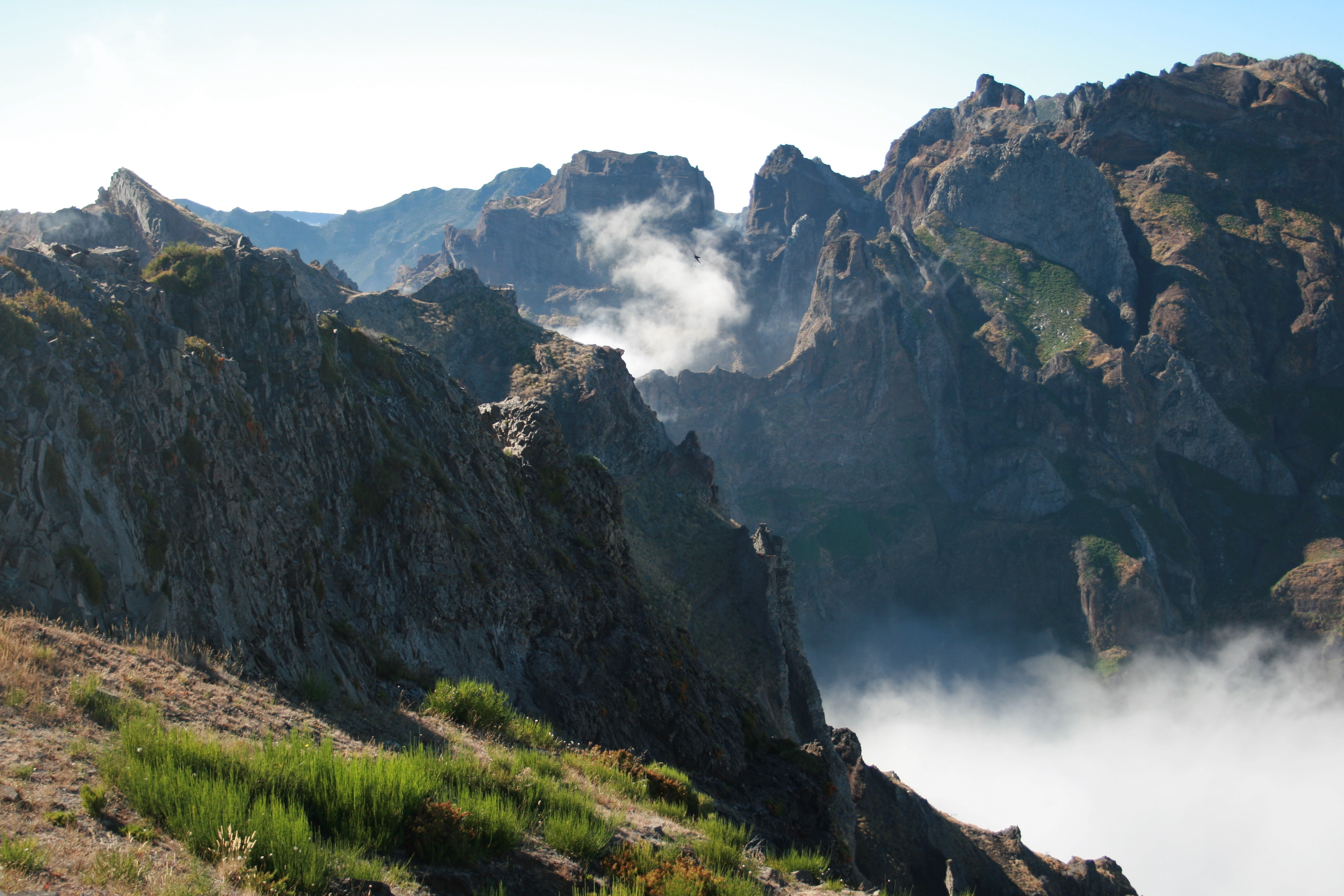
Sicht auf das Brutgebiet des Madeira-Sturmvogels am Pico do Arieiro auf Madeira.

Da die Brutplätze unzugänglich sind, bekommen die meisten Menschen, die Madeira besuchen, keinen Madeira-Sturmvogel zu sehen. Der Lebensraum auf See erschließt sich ebenfalls nicht für die meisten Touristen. Jedoch werden nachts geführte Touren zu den Brutplätzen und tagsüber Vogelbeobachtungs-Trips, sogenannte Petrel Expeditions, angeboten, deren Ziel die Beobachtung der Madeira-Sturmvögel und anderer Hochseevögel vor Madeira ist. Auf dem Gipfel des Pico do Arieiro befindet sich eine Ausstellung über den Madeira-Sturmvogel.